# Jason David Frank
Jason David Frank (Covina, California, 4 de septiembre de 1973-Houston, Texas, 19 de noviembre de 2022)fue un actor, modelo y artista marcial estadounidense, conocido por su rol principal como Tommy Oliver en la serie Power Rangers.

## Biografía
Frank nació en Covina, California el 4 de septiembre de 1973, hijo de Ray y Janice Frank. Tenía un hermano mayor llamado Erik, que apareció en Power Rangers Zeo en el papel de David Trueheart, el hermano perdido de Tommy.[cita requerida] Erik falleció a los veintinueve años en circunstancias no especificadas y esto dejó profundamente afectado al actor, al punto de que abrazó la religión como vía de sobrellevar el momento. Estudió en Bonita High School en La Verne, California.
A la edad de 4 años, inició su carrera marcial en la academia de Karate Red Dragon, bajo en la tutela del fundador Louis D. Casamassa. A los 12 años obtuvo su cinturón negro y con 18 años se convirtió en el dueño de una academia de Karate (Red Dragon), siendo instructor de artes marciales. Frank también fue modelo para Olive Productions en la década de 1980.

## Carrera en actuación

### Ingreso a los Power Rangers
El 5 de octubre de 1993, a los 20 años de edad, ingresó al elenco de los Power Rangers, su personaje era Tommy Oliver y fue el primer Green Ranger (Ranger Verde), estando presupuestado en aparecer por 14 episodios, ya que estaba tomando el rol del líder Adam Steele en la serie VR Troopers; sin embargo, tras grabar el episodio piloto, fue llamado de vuelta por la producción para dar vida otra vez a su personaje.
Según el acuerdo con Frank y Brad Hawkins, este último ingresaría a la serie como su reemplazo de su personaje Tommy Oliver, personificando al nuevo White Ranger (Ranger Blanco). Debido a la popularidad del personaje, Frank regresó como el White Ranger, mientras que Hawkins tomó su papel en VR Troopers.
Después de tres temporadas en Mighty Morphin como el primer White Ranger, hizo una transición en Power Rangers Zeo para igualar el cambio anual en Super Sentai, obtuvo el rol como Red Zeo Ranger o más bien Zeo Ranger V Red. En el año siguiente en Power Rangers Turbo, su personaje fue que se convirtió en el primer Red Turbo Ranger. A mitad de la temporada, Jason se retiró de Power Rangers Turbo y fue reemplazado por el actor Selwyn Ward.

### Regreso a los Power Rangers
Después de cinco años, regresó a un especial de Power Rangers Wild Force para celebrar el aniversario de diez años del programa titulado "Rojo Por Siempre" y se convirtió por última vez en el Red Zeo Ranger, fue un éxito en el episodio trayendo a los diez ex Red Rangers, incluyendo a Austin St John. Luego repitió el papel en Power Rangers Dino Thunder como el Black Dino Ranger. Durante su tiempo en Dino Thunder siempre usó mangas largas para cubrir los tatuajes en sus brazos. Sabán y Disney ha quedado impresionado con el equipo de producción Dino Thunder.
El tema musical de Cybertron sería rehecho y se ha convertido el tema musical del Green Ranger (Go Green Ranger Go) en Power Rangers. Hizo una aparición en el capítulo "Guerra Legendaria" en Power Rangers Súper Megaforce como Tommy Oliver (siendo otra vez repitiendo al Green Ranger) y en el capítulo "Dimensiones en Peligro" en Power Rangers Super Ninja Steel. Frank ha demostrado interés en desarrollar una serie en solitario o un largometraje de Green Ranger después de un encuentro con el escritor y editor de cómics Stan Lee en una convención de cómics.
Tuvo un cameo en la película de 2017 Power Rangers como ciudadano de Angel Grove junto a su compañera Amy Jo Johnson. En agosto de 2022, reveló que se había retirado de la franquicia.

### Bat in the Sun: Super Power Beatdown
El 7 de noviembre de 2013, Frank apareció en Super Power Beatdown como el White Ranger asumiendo a Scorpion en Mortal Kombat. También apareció nuevamente como Green Ranger peleando contra Ryu en Street Fighter. Después del éxito de Super Power Beatdown en la serie Bat in the Sun ha comenzado a desarrollar una serie de telerrealidad web de Frank My Morphing Life y empezó a transmitirse en 2015 para la segunda temporada.

### Ninjak Vs The Valiant Universe
En 2016, Frank participó en la serie de Ninjak Vs The Valiant Universe, que está basado en Valiant Universe como Bloodshot. En 2018 se lanzó una recepción positiva por parte de los fanáticos. Frank era considerado en la encarnación del personaje de Vin Diesel en 2020. Valiant rindió un homenaje a Frank después de su muerte.

### Legend of the White Dragon
La película Legend of the White Dragon esta lanzado en Kickstarter en 2020. Inicialmente iba a ser una miniserie o una película, su popularidad cambiaria por completo que se convertiría en un largometraje. La película incluyen a los actores Jason, Cerina, Johnny y Ciara Hanna. Otros miembros del elenco que incluyen a Mark Dacascos, Michael Madsen, Andrew Byron Bachelor y Jenna Frank. La película concluyó en 2021 y actualmente se encuentra en postproducción. Su estreno estaba previsto en marzo de 2023 (después de la muerte de Frank en 2022), el estreno se confirmó para el primer trimestre de 2024.

## Filmografía

### Cine
| Año  | Título                                               | Personaje                           | Notas        |
| ---- | ---------------------------------------------------- | ----------------------------------- | ------------ |
| 1995 | Power Rangers: la película                           | Tommy Oliver/The White Power Ranger |              |
| 1997 | Turbo: A Power Rangers Movie                         | Tommy Oliver/The Red Turbo Ranger   |              |
| 2007 | The Junior Defenders                                 | Tommy Keen                          |              |
| 2007 | Fall Guy: The John Stewart Story                     | John Stewart                        |              |
| 2011 | The One Warrior                                      | The Dragon Warrior                  |              |
| 2013 | American Jesus                                       | Él mismo                            | Documental   |
| 2017 | Power Rangers                                        | Angel Grove Citizen                 | Cameo        |
| 2018 | Power Rangers: Legacy Wars - Street Fighter Showdown | Tommy Oliver                        | Cortometraje |
| 2018 | Making Fun: The Story of Funko                       | Él mismo                            | Documental   |
| 2023 | Legend of the White Dragon                           | Erik Reed/White Dragon              | Último rol   |

### Televisión
| Año       | Título                          | Personaje                                                                        | Notas                                   |
| --------- | ------------------------------- | -------------------------------------------------------------------------------- | --------------------------------------- |
| 1993-1996 | Mighty Morphin Power Rangers    | Tommy Oliver/Green Ranger/White Ranger                                           | 124 episodios                           |
| 1994      | VR Troopers                     | Adam Steele - Cybertron                                                          | 1 episodio (piloto)                     |
| 1996      | Power Rangers Zeo               | Tommy Oliver/Red Zeo Ranger                                                      | 50 episodios                            |
| 1996      | Sweet Valley High               | A.J                                                                              | 4 episodios                             |
| 1996      | Family Matters                  | Skull                                                                            |                                         |
| 1997      | Power Rangers Turbo             | Tommy Oliver/Red Turbo Ranger                                                    | 19 episodios                            |
| 2002      | Power Rangers Wild Force        | Tommy Oliver/Red Zeo Ranger                                                      | 1 episodio                              |
| 2004      | Power Rangers Dino Thunder      | Dr.Tommy Oliver/Black Dino Ranger                                                | 37 episodios                            |
| 2005      | Power Rangers S.P.D.            | Dr.Tommy Oliver/Black Dino Ranger                                                | 1 episodio                              |
| 2014      | Power Rangers Super Megaforce   | Dr.Tommy Oliver/Green Ranger/White Ranger/Red Ranger/Black Ranger                | 1 episodio                              |
| 2014-2022 | My Morphing Life                | Él mismo                                                                         | Webseries, Productor ejecutivo          |
| 2017-2018 | Transformers: Titans Return     | Emissary                                                                         | Webseries                               |
| 2018      | Ninjak vs. the Valiant Universe | Bloodshot                                                                        | Webseries                               |
| 2018      | Power Rangers: HiperForce       | Dr.Tommy Oliver / Black DinoThunder Ranger                                       | 1 Episodio, Webseries                   |
| 2018      | Power Rangers Super Ninja Steel | Dr.Tommy Oliver - Green Ranger / Black Dino Ranger/White Ranger/Zeo Ranger 5-Red | 1 Episodio                              |
| 2018      | We Bare Bears                   | Oso de Plata                                                                     | Temporada 4. Episodio: Amigo Imaginario |

### Videojuegos
| Año  | Título                                  | Personaje                                               | Notas                 |
| ---- | --------------------------------------- | ------------------------------------------------------- | --------------------- |
| 1995 | Mighty Morphin Power Rangers: The Movie | Tommy Oliver/Green Ranger/White Ranger                  | Voz                   |
| 1996 | Piper                                   | Piper Windsong                                          | Captura de movimiento |
| 2004 | Power Rangers Dino Thunder              | Dr. Tommy Oliver/Black Dino Ranger                      | Voz                   |
| 2019 | Power Rangers: Battle for the Grid      | Dr. Tommy Oliver/Lord Drakkon/Green Ranger/White Ranger | Voz                   |

## Otras ocupaciones
Aparte de su carrera cinematográfica, Frank dirigió un dōjō donde compartía sus conocimientos de artes marciales con sus estudiantes, desarrollando además un nuevo estilo de pelea llamado Toso Kune Do. También realizó su propia serie web autobiográfica junto con la compañía cinematográfica independiente Bat in the Sun y la compañía Machinima, llamada My Morphin Life, donde relataba, entre otras cosas, su vida después de haber trabajado en la serie Power Rangers. En 2016, durante la New York Comic Con, se confirmó que Frank daría vida al personaje Bloodshot en la nueva serie Ninjak vs the Valiant Universe, estrenada en 2017.

## Vida personal
Profesaba la religión cristiana protestante, indicando que comenzó a asistir a la Iglesia tras el fallecimiento de su hermano. Se casó con su primera esposa en 1994, con quien tuvo 2 hijos y 1 hija. Se divorciaron en 2001. El año 2003 contrajo matrimonio en segundas nupcias con Tammie Frank, con quien tuvo 1 hija. Durante 2022, Tammie demandó el divorcio.

### Muerte
Falleció en Texas, el 19 de noviembre de 2022, a la edad de 49 años.
El 30 de noviembre, la viuda de Frank, Tammie, reveló que Frank se había suicidado. Tammie declaró que Frank había estado luchando contra la depresión y problemas de salud mental; además, que aunque habían planeado separarse estaban en proceso de reconciliarse. Así, buscando reconectar, acudieron juntos a un evento de baile country. Tras regresar al hotel donde se hospedaban, Tammie bajó al vestíbulo para comprar algunos bocadillos, y cuando regresó a la habitación de Frank, él no respondió a la puerta. Cuando la policía entró a la habitación descubrieron que Frank se había quitado la vida.

## Registros

### Artes marciales mixtas

#### Profesional
| Resultado | Récord | Oponente             | Método                      | Evento                               | Fecha               | Ronda | Tiempo | Localización | Notas |
| --------- | ------ | -------------------- | --------------------------- | ------------------------------------ | ------------------- | ----- | ------ | ------------ | ----- |
| Victoria  | 1–0    | Jose Roberto Vasquez | Sumisión (Rear naked choke) | Texas Cage Fighting – Puro Combate 1 | 4 de agosto de 2010 | 1     | 0:46   | Houston      |       |

#### Amateur
| Resultado | Récord | Oponente      | Método               | Evento                              | Fecha                 | Ronda | Tiempo | Localización | Notas |
| --------- | ------ | ------------- | -------------------- | ----------------------------------- | --------------------- | ----- | ------ | ------------ | ----- |
| Victoria  | 1–0    | Jonathon Mack | Sumisión (Omoplata)  | Lonestar Beatdown: Houston          | 30 de enero de 2010   | 1     | 1:07   | Houston      |       |
| Victoria  | 2–0    | Chris Rose    | TKO (Golpes de puño) | Lonestar Beatdown: Dallas           | 19 de febrero de 2010 | 1     | 2:09   | Arlington    |       |
| Victoria  | 3–0    | James Willis  | KO (Rodillazo)       | Texas Rage In The Cage: Cage Rage 7 | 8 de mayo de 2010     | 1     | 0:23   | Houston      |       |
| Victoria  | 4–0    | Carlos Horn   | Sumisión (Armbar)    | UWC 8: Judgement Day                | 22 de mayo de 2010    | 1     | 0:21   | Fairfax      |       |